# Halfenslennefe
Halfenslennefe ist ein Ortsteil von Brombach in der Stadt Overath im Rheinisch-Bergischen Kreis in Nordrhein-Westfalen, Deutschland.

## Lage und Beschreibung
Halfenslennefe liegt beiderseits der Landesstraße 299 nahe Krähsiefen an der Grenze zur Gemeinde Lindlar, die zum Oberbergischen Kreis gehört. Der kleine Ortsteil ist durch die Buslinien 398 und 421 (Verkehrsverbund Rhein-Sieg) mit dem öffentlichen Nahverkehr verbunden. Die wenigen Häuser von Halfenslennefe sind von Feldern und Wald umgeben.

## Geschichte
1230 wird ein Ort de Linnife urkundlich erwähnt. Es blieb bei dieser Nennung aber unklar, ob sich diese Nennung auf Halfenslennefe, Kartenlennefe oder gar möglicherweise auf Lennep bezieht. 1334 erfolgt eine weitere Nennung als de Lenyff. Der Name leitet sich vom Lennefer Bach ab, an dem der Ort liegt, ergänzt um das Bestimmungswort Halfen, das auf eine Bewirtschaftung des Hofs durch sogenannte Halfe hindeutet. In dem Gewässernamen Lennefe findet sich die urgermanische Grundform -apa wieder, die in den Ableitungen -f(e) und -p(e) (z. B. Gelpe, Ennepe) vielfach im Bergischen Land vorzufinden ist.
Die Topographia Ducatus Montani des Erich Philipp Ploennies, Blatt Amt Steinbach, belegt, dass der Wohnplatz 1715 ein Freihof mit einer Hofstelle war, der als Cafferlenef beschriftet ist. Carl Friedrich von Wiebeking benennt die Hofschaft auf seiner Charte des Herzogthums Berg 1789 als Lenef. Aus ihr geht hervor, dass der Ort zu dieser Zeit Teil der Honschaft Vellingen im Kirchspiel Hohkeppel war.
Der Ort ist auf der Topographischen Aufnahme der Rheinlande von 1817 als Halfenslennef verzeichnet. Die Preußische Uraufnahme von 1845 zeigt den Wohnplatz unter dem Namen Halfenslennef. Ab der Preußischen Neuaufnahme von 1892 ist der Ort auf Messtischblättern regelmäßig als Halfenslennefe verzeichnet.
1822 lebten elf Menschen im als (einzelnes) Haus kategorisierten und als Halfens-Lennef bezeichneten Ort, der nach dem Zusammenbruch der napoleonischen Administration und deren Ablösung zur Gemeinde Hohkeppel der Bürgermeisterei Engelskirchen im Kreis Wipperfürth gehörte. Für das Jahr 1830 werden für den ebenfalls als Haus bezeichneten Ort 14 Einwohner angegeben. Der 1845 laut der Uebersicht des Regierungs-Bezirks Cöln als Hof kategorisierte Ort besaß zu dieser Zeit ein Wohngebäude mit zehn Einwohnern, alle katholischen Bekenntnisses. Die Gemeinde- und Gutbezirksstatistik der Rheinprovinz führt Halfenslennefe 1871 mit einem Wohnhaus und neun Einwohnern auf. Im Gemeindelexikon für die Provinz Rheinland von 1888 werden für Halfenslennefe zwei Wohnhäuser mit 14 Einwohnern angegeben. 1895 besitzt der Ort zwei Wohnhäuser mit 14 Einwohnern, 1905 werden zwei Wohnhäuser und acht Einwohner angegeben.
Aufgrund § 10 und § 14 des Köln-Gesetzes wurde 1975 die Gemeinde Hohkeppel aufgelöst und in Lindlar eingemeindet. Dabei wurden einige Ortsteile Hohkeppels in die Gemeinde Overath umgemeindet, darunter auch Halfenslennefe.